# Rick Lazio

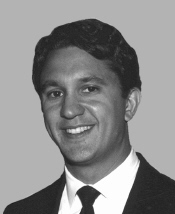
Rick Lazio

Enrico Anthony „Rick“ Lazio (* 13. März 1958 in Amityville, New York) ist ein US-amerikanischer Politiker. Zwischen 1993 und 2001 vertrat er den Bundesstaat New York im US-Repräsentantenhaus.

## Werdegang
1976 absolvierte Rick Lazio die West Islip High School und im Jahr 1980 das Vassar College. Nach einem anschließenden Jurastudium an der American University und seiner 1984 erfolgten Zulassung als Rechtsanwalt begann er in diesem Beruf zu arbeiten. Zwischenzeitlich war er auch stellvertretender Bezirksstaatsanwalt im Suffolk County. Politisch wurde er Mitglied der Republikanischen Partei. Von 1990 bis 1993 gehörte er dem Bezirksrat im Suffolk County an.
Bei den Kongresswahlen des Jahres 1992 wurde Lazio im zweiten Wahlbezirk von New York in das US-Repräsentantenhaus in Washington, D.C. gewählt, wo er am 3. Januar 1993 die Nachfolge von Thomas Downey antrat. Nach drei Wiederwahlen konnte er bis zum 3. Januar 2001 vier Legislaturperioden im Kongress absolvieren. Dort war er zeitweise Vorsitzender eines Unterausschusses (House Banking Subcommittee on Housing and Community Opportunity). Im Jahr 2000 verzichtete er auf eine erneute Kandidatur für das US-Repräsentantenhaus. Stattdessen bewarb er sich um einen Sitz im US-Senat. Dabei unterlag er der ehemaligen First Lady Hillary Clinton.
Nach dem Ende seiner Zeit im US-Repräsentantenhaus zog sich Lazio für einige Jahre aus der Politik zurück. Stattdessen war er in der privaten Geschäftswelt tätig. Im Jahr 2010 trat er in der republikanischen Primary für die Wahl zum Gouverneur von New York an, verlor aber gegen Carl Paladino. Anschließend stellte ihn dann zwar die Conservative Party of New York State als Kandidat auf, doch wenig später verzichtete Lazio auf die Teilnahme an der Wahl.